# Мриголод (гміна)
Ґміна Мриголод (пол. Gmina Mrzygłód) — колишня (1934—1939 рр.) сільська ґміна Сяніцького повіту Львівського воєводства Польської республіки (1918—1939) рр. Центром ґміни було село Мриголод.

Об'єднана сільська ґміна Мриголод Сяніцького повіту Львівського воєводства утворена 1 серпня 1934 р. внаслідок об'єднання дотогочасних (збережених від Австро-Угорщини) громад сіл (ґмін): Дубне, Добра Шляхетська, Добра Рустикальна, Гломча, Голучків, Лішна, Лодина, Межибрід, Мриголод, Ракова, Семушова, Тирява Сільна, Тирява Волоська і Воля Крецівська.
Після нападу 1 вересня 1939 року Третього Рейху на Польщу й початку Другої світової війни була зайнята німцями, але після вторгнення СРСР до Польщі 17 вересня 1939 року більша частина, що знаходиться на правому, східному березі Сяну, відійшла до СРСР. 27.11.1939 постановою Верховної Ради УРСР села Добра Шляхетська, Добра Рустикальна, Голучків, Лішна, Межибрід, Ракова, Семушова, Тирява Сільна, Тирява Волоська і Воля Крецівська в ході утворення Дрогобицької області включені до Ліського повіту. Територія ввійшла до складу утвореної 4 грудня 1939 року Дрогобицької області УРСР (обласний центр — місто Дрогобич) і утвореного 17.01.1940 Бірчанського району (районний центр — Бірча). Наприкінці червня 1941, з початком Радянсько-німецької війни, територія знову була окупована німцями. В липні 1944 року радянські війська знову оволоділи цією територією. В березні 1945 року територія віддана Польщі. Основна маса місцевого українського населення була насильно переселена в СРСР в 1944-1946 р., решта під час операції «Вісла» в 1947 р. депортована на понімецькі землі..